# Whiteland
Whiteland este o companie de distribuție de produse alimentare din România.
Grupul Whiteland este controlat de omul de afaceri de origine australiană James Kodor și a fost înființat în anul 1993.
Whiteland deține și o unitate de producție și a lansat primele sosuri sub marcă proprie în anul 2001, iar în 2007 a mutat producția de la Copșa Mică la Mediaș.
Cifra de afaceri:
- 2008: 285 milioane lei (77,3 milioane euro)[1]
- 2006: 60 milioane euro[4]